# Шмёльц, Карл Хуго
Карл Хуго Шмёльц (нем. Karl Hugo Schmölz; 6 октября 1917, Вайсенхорн — 22 октября 1986, Ланштайн) — немецкий фотограф.

## Биография
Карл Хуго Шмёльц родился в Вайсенхорне, Германия. Его отец Хуго Шмёльц был фотографом, именно он обучил Карла фотографии. В Кёльне у семьи была фотостудия, которой руководил Хуго Шмёльц. В 1938 году Хуго Шмёльц умер, а Карл взял руководство фотостудией на себя. Благодаря клиентской базе отца и репутации, работу можно было продолжать без перерыва даже после смерти Хуго Шмельца.
После окончания службы в армии Карл Хуго Шмёльц, увидев разрушения Кёльна, решил зафиксировать их серией снимков, используя свою крупноформатную камеру. В сотрудничестве с великими архитекторами Рейнской области своего времени, включая Адольфа Абеля, Бруно Поля, Доминика Бёма, Готфрида Бёма, Германа фон Берга, Вильгельма Рифана, Рудольфа Шварца, Ханса Шиллинга, Йоахима Шюрмана он создал впечатляющие серии снимков послевоенной архитектуры Кёльна. В подборки входили снимки архитектуры, интерьеров и ночного города. Кроме того, Шмёльц работал с различными предприятиями по части рекламы, особенно в мебельной промышленности. В 1956 году он женился на фотографе Вальде Хут и основал совместно с ней фотостудию «schmölz + huth». После его свадьбы с Вальде студия также стала получать заказы от индустрии моды.
Карл Хуго Шмёльц был похоронен в семейной могиле на Кельнском северном кладбище.

## Публикации
- «Köln — Antlitz einer großen Stadt» (Кёльн — лицо большого города), под ред. Ханса Петерса, Дюссельдорф, 1939
- «Der Dom zu Köln» (Кёльнский собор), под редакцией Ханса Петерса, Дюссельдорф, 1948
- «Siegburger Servatiusschatz», под редакцией Ханса Петерса, Бад-Хоннеф, 1952
- «Aus den Trümmern, Kunst und Kultur im Rheinland und in Westfalen 1945—1952» (Из обломков, искусство и культура в Рейнской области и Вестфалии 1945—1952), каталог выставки Рейнского земельного музея, 1985
- «Köln lebt — Fotografien von Hugo und Karl Hugo Schmölz» (Кёльн живёт — фотографии Хуго и Карла Хуго Шмёльца). под редакцией Рейнхольда Мисельбека, JP Bachem Verlag, Кёльн 1995, ISBN 3-7616-1157-9
- «Dom-Ansichten — Fotografien des Kölner Doms von Karl Hugo Schmölz» (Виды собора — фотографии Кёльнского собора, сделанные Карлом Хуго Шмёльцем) Рейнхольдом Мисельбеком и Арнольдом Вольфом, JP Bachem Verlag, Кёльн, 1997, ISBN 3-7616-1308-3
- «Köln-Ansichten — Fotografien von Karl Hugo Schmölz» (Виды Кёльна — Фотографии Карла Хуго Шмёльца). Под редакцией Рейнхольда Мисельбека и Вольфрама Хагшпиля, JP Bachem Verlag, Кёльн 1999, ISBN 3-7616-1403-9
- «Karl Hugo Schmölz — Köln. Architekturfotografien der Fünfziger Jahre» (Карл Хуго Шмёльц — Кёльн. Фотографии архитектуры пятидесятых годов). Ред. В. Франц фан дер Гринтен и Томас Линден. С текстами Ульфа Эрдмана Циглера и Томаса Линдена. Издательство Schimer Mosel, Мюнхен 2012

## Выставки
- 2012: «Wie sich Deutschland neu erfand — Fotografien von Karl Hugo Schmölz». (Как Германия обрела себя заново — фотографии Карла Хуго Шмёльца). Рейнский земельный музей, Бонн